# Meinhard III de Bavière
Meinhard III, né le 9 février 1344 à Landshut et mort le 13 janvier 1363 à Meran, issu de la maison de Wittelsbach, fut duc de Bavière et comte de Tyrol de 1361 jusqu'à sa mort.

## Biographie
Meinhard est le seul fils survivant du duc Louis V de Bavière et de sa deuxième femme la comtesse Marguerite de Tyrol, fille du duc Henri de Carinthie († 1335), ancien roi de Bohême, et héritière de la maison de Goritz.
Le 16 septembre 1330, sa mère Marguerite avait été mariée à l'âge de douze ans au margrave Jean-Henri de Moravie, lui-même âgé de 8 ans, fils de Jean l'Aveugle, comte de Luxembourg, qui avait déposé le père de Marguerite du trône de Bohême en 1310. En novembre 1341, Marguerite chasse son mari avec l'aide de l'aristocratie tyrolienne et épouse le 10 février 1342 Louis V de Bavière, en ce temps margrave de Brandebourg, sans avoir obtenu le divorce avec Jean-Henri. Les deux nouveaux époux sont alors excommuniés par le pape Clément VI.

### Enfance
Meinhard III naît à Landshut en Bavière pendant le règne de son grand-père l'empereur Louis IV, car son père le prince Louis V est lui-même le fils aîné de cet empereur. Son grand-père paternel meurt quand Meinhard est âgé de trois ans. Son père étant excommunié, il ne peut prétendre à l'élection impériale, et la couronne passe alors à la maison de Luxembourg en la personne de Charles IV, frère du premier époux de sa mère. 
Meinhard grandit au Tyrol et à la cour des Habsbourg à Vienne. Le 4 septembre 1359, il épouse à Passau Marguerite de Habsbourg, une fille de l'allié de son père le duc Albert II d'Autriche qui est également le cousin de sa mère. À cette occasion et par son intermédiaire, ses parents obtiennent la levée de l'excommunication qui les frappait. Après la mort de son père Louis en 1361, il commence à régner sur ses États de Haute-Bavière et de Tyrol sous la forte influence de ses parents Wittelsbach, notamment de son oncle le duc Étienne II de Bavière et de son fils Frédéric.

### Mort et succession
Meinhard III meurt dans son château de Tirol près de Meran en 1363 à l'âge de 19 ans. Sa mort prématurée conduit sa mère à céder par traité le comté de Tyrol au duc autrichien Rodolphe IV de Habsbourg, fils d'Albert II et donc descendant de Meinhard de Goritz, comte de Tyrol de 1258 à 1295. C'est l'oncle de Meinhard Étienne II de Bavière qui lui succède dans son fief paternel de Haute-Bavière réunissant ainsi l'ensemble de la Bavière. Il tente également d'annexer le comté de Tyrol mais finalement il doit renoncer au comté en 1369, contre une importante compensation financière.